# Marvin Hier
 (février 2017).
Marvin (Moché 'Haïm) Hier, né en 1939 à New York, est un rabbin orthodoxe américain. Il est le fondateur du centre Simon-Wiesenthal et du Musée de la tolérance à Los Angeles. 
Le 20 janvier 2017, il est invité à prendre la parole lors de l'investiture du 45e Président des États-unis Donald Trump. 
Marvin Hier a béni le Président Trump dans ces mots :

« Dieu Éternel, bénissez Donald J. Trump et l'Amérique, notre grande nation. Guide nous de sorte a ce que nous nous rappelions les paroles des Psaumes ceux qui sèment dans les larmes récolteront dans la joie, puisque les libertés desquels nous profitons ne sont pas accordées éternellement, et qu'il faut les exiger a chaque génération. Bénis tous nos alliés partout dans le monde, qui partagent notre foi. Sur le fleuve de Babylone nous nous sommes installés et là-bas nous avons pleuré en nous souvenant Sion [...] Si je t'oublie Jérusalem que tu oublie ma droite. »

## Biographie
Marvin Hier collabora en tant que producteur dans la réalisation de deux films documentaires sur la Shoah Genocide (1982) et Le Long Chemin vers la maison (1997) qui ont tous les deux remporté l'Oscar du meilleur documentaire.